# واش‌آیا
واش‌آیا (به مجاری:  Vasalja) یک سکونتگاه مسکونی در مجارستان است که در واش واقع شده‌است.

## خصوصیات
واش‌آیا ۱۱٫۲۴ کیلومترمربع مساحت و ۳۳۸ نفر جمعیت دارد.